# Mitraginin
Mitraginin, vrsta psihotropne tvari. Uvršten je u Hrvatskoj na temelju Zakona o suzbijanju zlouporabe droga na Popis droga, psihotropnih tvari i biljaka iz kojih se može dobiti droga te tvari koje se mogu uporabiti za izradu droga, pod Popis droga i biljaka iz kojih se može dobiti droga, pod 2. Popis psihotropnih tvari i biljaka, Odjeljak 1 - Psihotropne tvari sukladno Popisu 1. Konvencije UN-a o psihotropnim tvarima iz 1971. godine. Kemijsko ime je metilni ester (E)-2-[(2S,3S)-3-etil-8-metoksi-1,2,3,4,6,7,12,12b-oktahidroindolo[3,2-h]kinolizin-2-il]-3-metoksiprop-2-enske kiseline.